# Saint-Antoine (Rizzanese)
Der Saint-Antoine (frz.: Ruisseau de Saint-Antoine) ist ein Fluss in Frankreich, der im Département Corse-du-Sud auf der Insel Korsika verläuft. Sein Quellbach Ruisseau d’Asinao, später Ruisseau de Criviscia, entspringt im Regionalen Naturpark Korsika, an der Süd-Flanke der Punta de Tintennaja (2018 m), im Gemeindegebiet von Quenza. Er entwässert zunächst in Richtung Südwest, schlägt dann einen Haken nach Südost, nimmt dann wieder seine ursprüngliche Fließrichtung ein und mündet nach rund 19 Kilometern an der Gemeindegrenze von Quenza und Zonza als rechter Nebenfluss in den Rizzanese, der bis hierher noch als Ruisseau de Pian di Santu bezeichnet wird.

## Orte am Fluss
- Refuge d’Asinao, Gemeinde Quenza
- Quenza
- Zonza
- Saint-Antoine, Gemeinde Quenza